# Helena Čižinská
Helena Čižinská, roz. Smetáčková (* 13. dubna 1942, Praha) je historička umění a pracovnice státní památkové péče. Je dcerou historičky umění Milady Lejskové-Matyášové (1908–1975) a dirigenta Václava Smetáčka (1906–1986) a sestrou jazzových hudebníků Ivana Smetáčka (* 1936) a Pavla Smetáčka (1940–2022). Její synové Pavel Čižinský (* 1976, právník a politik) a Jan Čižinský (* 1978, pedagog a politik) jsou činní v pražské komunální politice.

## Život
Helena Čižinská po maturitě v roce 1959 pracovala jeden rok jako dělnice v podniku Léčiva. V letech 1960–1965 vystudovala dějiny umění (prof. Jan Květ, Jaroslav Pešina, Mirko Novák, Josef Petráň) na Filozofické fakultě Univerzity Karlovy. Roku 1965 obhájila magisterskou diplomovou práci: Šternberská Troja a její místo ve vývoji vilové architektury. Roku 1971 jí byla tato práce uznána jako rigorózní. Během studia zpracovávala externě bibliografii v ÚTDU ČSAV a prováděla katalogizaci ve Strahovské knihovně v Památníku národního písemnictví. V letech 1965–2013 byla odbornou pracovnicí Pražského střediska státní památkové péče a ochrany přírody (dnes NPÚ) se specializací na movité kulturní památky.
V letech 1966–1967 absolvovala dva semestry mimořádného studia dějin umění na Vídeňské univerzitě.
Od roku 1954 je členkou Klubu Za starou Prahu, od roku 1987 členkou Společnosti pro starou hudbu, od roku 1990 členkou Uměleckohistorické společnosti, uměnovědné sekce České křesťanské akademie a Sdružení profesionálních pracovníků památkové péče. Od roku 2000 je členkou Společnosti přátel beuronského umění.
Jejím manželem byl chemik a pedagog Ing. Pavel Čižinský (1935–2003). Je matkou pěti dětí (Marketa Čižinská, provd. Sedláková, † Havel Čižinský, Pavel Čižinský, Jan Čižinský, Kryštof Čižinský).

## Dílo
Do roku 1990 se zabývala pražskými památkami (Trojský zámek – 1968, 1974, dům U kamenného sloupu v Úvoze (s Janem Čeřovským) – 1971, Storchův dům na Staroměstském náměstí – 1991). Spolu s Janem Jakubem Outratou vypracovala Průvodce Královskou cestou (1988), na nějž navázala publikací Praha (spolu s fotografy Františkem Malečkem a Romanem Malečkem, 1991), která vyšla v šesti jazykových verzích. Zabývá se církevním, zejména beuronským uměním a jeho spojitostí s dílem arch. Josipa Plečnika, interiéry významných domů (Müllerova vila), pražských historických lékáren a kostelů.
Napsala některá hesla do souborných publikací Umělecké památky Prahy. Nové Město, Vyšehrad, Vinohrady (1998), Umělecké památky Prahy. Malá Strana (1999), Umělecké památky Prahy. Velká Praha A–L (2012), Umělecké památky Prahy. Velká Praha 1. M–U, 2. V–Ž (2017), zpracovala pamětní desky pro Památky Prahy 5 (2006) a přispívá do odborného tisku články k významným životním jubileím historiků umění a památkářů.